# Булым-Булыхчинское сельское поселение
Булым-Булыхчинское се́льское поселе́ние (тат. Болын-Балыкчы авыл җирлеге, Bolın-Balıqçı awıl cirlege)— муниципальное образование в Апастовском районе Татарстана Российской Федерации.
Административный центр — село Булым-Булыхчи.

## История
Статус и границы сельского поселения установлены Законом Республики Татарстан от 31 января 2005 года № 8-ЗРТ «Об установлении границ территорий и статусе муниципального образования "Апастовский муниципальный район" и муниципальных образований в его составе»

## Население
| 2010 | 2011 | 2012 | 2013 | 2014 | 2015 | 2016 |
| ---- | ---- | ---- | ---- | ---- | ---- | ---- |
| 522  | ↘518 | ↘511 | ↗525 | →525 | ↗527 | ↘519 |
| 2017 | 2018 |      |      |      |      |      |
| ↘501 | ↘491 |      |      |      |      |      |

## Состав сельского поселения
| № | Населённый пункт | Тип населённого пункта       | Население |
| - | ---------------- | ---------------------------- | --------- |
| 1 | Булым-Булыхчи    | село, административный центр |           |
| 2 | Курмашево        | деревня                      |           |
| 3 | Русский Индырчи  | деревня                      |           |

## Известные уроженцы
- Галимзянов, Асгат Галимзянович (1936—2016) — советский и российский благотворитель, прообраз памятника благотворителю в центре Казани.